# 환경의 날
우리나라 환경의 날은 6월 5일이다. 환경부 주관으로 국민의 환경보전의식 함양과 실천의 생활화를 위한 행사를 개최하는 세계의 기념일이다.

## 유래
1972년 6월 스웨덴 스톡홀름에서 열린 유엔인간환경회의에서 세계 환경의 날이 제정되었다. 이 회의에서 설립된 유엔환경계획은 1987년부터 매년 세계 환경의 날을 맞아 그 해의 주제를 선정하고 대륙별로 돌아가면서 나라를 정해 행사를 개최하고 있다. 대한민국은 1990년에 환경정책기본법을 제정하면서 환경에 대한 관심을 보였고 1992년에 리우 유엔환경개발회의에 참가하기도 하였다. 1996년에는 6월 5일을 환경의 날로 제정하였으며 1997년에는 서울에서 세계 환경의 날 행사를 개최하면서 환경에 대한 관심을 지속적으로 보이고 있다.

## 주제 및 활동
| 연도 | 주제                                        | 활동                                                                                |
| ---- | ------------------------------------------- | ----------------------------------------------------------------------------------- |
| 2017 | 생명과 환경가치가 살아 숨 쉬는 대한민국     | 생명의 홀씨 퍼포먼스 관련 기관 및 단체 홍보                                         |
| 2018 | 플라스틱 없는 하루                          | 플라스틱 줄이기 실천협의회 발대식 친환경 체험 프로그램 업사이클링 제품 전시 및 판매 |
| 2019 | 푸른 하늘을 위한 오늘의 한 걸음             | 푸른 하늘 지켜주기 퍼포먼스 분리배출 체험 환경예술작품 전시                         |
| 2020 | 녹색전환                                    | 생활 속 녹색실천 독려 행사 '초록불을 밝혀요' 행사                                   |
| 2021 | 미래세대를 위한 탄소중립 실현               | 미래세대를 위한 실천 챌린지 배달음식 제로웨이스트 챌린지                            |
| 2024 | 우리의 대지, 우리의 미래, 우리는 '복원세대' | 줍깅 켐페인 서울 비건&그린 페스타 잠수교'찐' 플리마켓                               |

## 같이 보기
- 세계 습지의 날 (2월 2일)
- 세계 물의 날 (3월 22일)
- 지구의 날 (4월 22일)
- 바다의 날 (5월 31일)

## 참고 문헌
- 세계 환경의 날 네이버 백과사전